# Albert Nwazu Okonkwo
Albert Nwazu Okonkwo, född 17 augusti 1938 i Nnewi, Anambra, var en nigeriansk officer och läkare.
Okonkwo tillhörde igbofolket i mellanvästra Nigeria. Han hade utbildat sig i USA och hade en amerikansk hustru. Han installerades av Odumegwu Ojukwu som Biafras militära administratör 17 augusti – 19 september 1967. Okonkwo utropade Benin Citys självständighet 20 september 1967 och flydde sedan från staden den 21 samma månad. Man tror han flydde till området runt Ubiaja, 24 km österut, där spåren av honom försvinner.